# Caupolicán (nombre)
Caupolicán (del mapudungún: Kallfülikan) es un nombre masculino de origen mapuche.

## Origen
El origen de este nombre se debe al toqui Caupolicán, quien combatió en la guerra de Arauco.

## Personajes célebres
- Caupolicán (15??-1558), toqui mapuche.
- Caupolicán el joven (15??-1558), guerrero y toqui mapuche.
- Caupolicán Pardo (1869-1933), cirujano chileno.
- Caupolicán Peña, futbolista y entrenador chileno.
- Caupolicán Molina (1833-1871), médico argentino.
- Caupolicán Ovalles (1936-2001), escritor venezolano.
- Caupolicán Ovalles, cineasta venezolano.